# Чемпионат Санкт-Петербурга по футболу 1913
Чемпионат Санкт-Петербурга по футболу 1913 стал ХIII-м первенством города, проведённым Санкт-Петербургской футбол-лигой.
Победителем и обладателем кубка Аспдена в четвёртый раз стал клуб «Спорт».

## Организация и проведение турнира
В этом сезоне в чемпионате участвовали 16 клубов, разделённых на классы «А», «Б» и «В» (впервые в этом сезоне). 

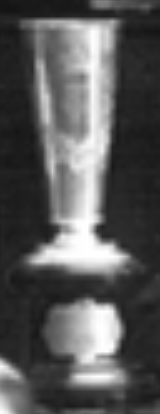
Кубок Аспдена

В классах «А» и «Б» первенства разыгрывались для четырёх команд; в классе «В» — для двух. Всего на десяти соревновательных уровнях участвовали 16 клубов, 50 команд и 872 футболиста.
На высшем уровне — соревновании первых (главных) команд класса «А» — предполагалось участие шести клубов; однако перед началом осенней части сезона британский клуб «Невский» достаточно неожиданно отказался от участия в турнире и покинул лигу. Предложение клуба «Петровский» (победителя класса «Б» прошлого сезона и финалиста весеннего кубка, уступившего «Невским» в дополнительном матче за право играть в текущем сезоне в классе «А») занять оказавшееся вакантным место было отвергнуто на заседании Комитета лиги после закрытой баллотировки. Таким образом, в чемпионате приняли участие всего пять команд, которые по «круговой системе» в два круга (на своем и на чужом полях) определяли обладателя кубка Аспдена
- «Унитас»
- «Спорт»
- «Нарва»
- «Меркур»
- «Коломяги»

Календарь турнира был принят на общем собрании членов ПФЛ 1 августа и опубликован на следующий день. По регламенту в текущем сезоне команда, занявшая последнее место, оставалась на будущий сезон в классе «А» вместе с победителем турнира класса «Б».

## Ход турнира
Борьба за первое место ожидалась между традиционным фаворитом «Спортом» и действующим обладателем кубка Аспдена и весеннего кубка «Унитасом», выигравшим три последних турнира под эгидой ПФЛ.

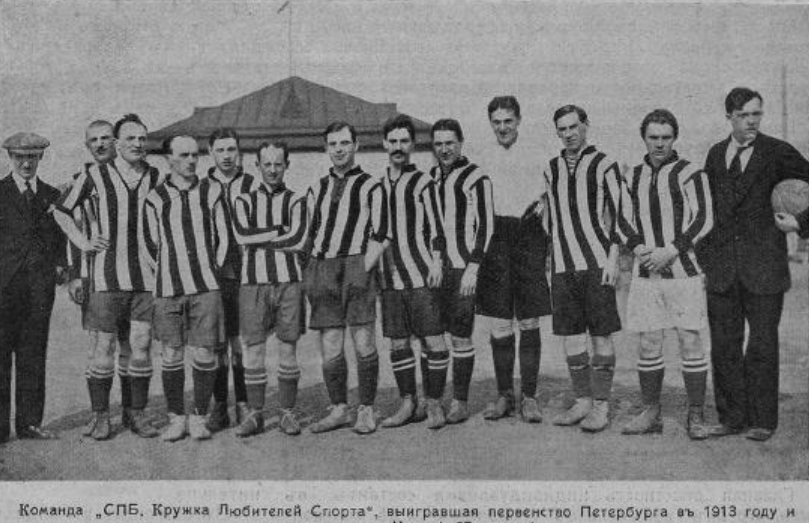

Оба клуба перед началом турнира (и в ходе его) получили существенное кадровое усиление весьма квалифицированными иностранными игроками. В атаке «Спорта» вместе с выступавшим с прошлого сезона голландцем Петером Сандерсом играли теперь датчанин Христиан Морвиль (имевший опыт выступлений за сильнейшую тогда на континенте сборную Дании) и британец Джеймс Томсон. Помимо этого, из «Невских» пришли английский защитник Пол Мосс и игрок сборной Финляндии центрхав Брур Виберг. В «Унитасе» появился один из самых популярных футболистов лиги шотландец Александр Монро (бывший игрок «Невских»), а также англичане — нападающий Джон Нокс из «Невских» и защитник Эдвард Стэнфорд из «Невы». Если «Спорту» на основе этих футболистов и ветеранов команды Алексея Уверского, Григория Никитина, Ивана Егорова удалось создать сбалансированный ансамбль, которым дирижировал Морвиль (его игру петербургские газеты восторженно называли феноменальной), то «Унитас» весь чемпионат преследовали кадровые проблемы, травмы (Уильям Эндрю, Пётр Соколов, Михаил Яковлев), посредственная форма самых лучших, в недавнем прошлом, игроков (Василий Бутусов, Никита Хромов) — лишь Монро показывал присущую ему целеустремлённость, жажду борьбы и отличные бомбардирские качества; но и ему, ввиду занятости в основной сфере деятельности (службе), пришлось пропустить ряд матчей.
«Спорт» начал турнир с двух разгромных побед над «Коломягами» и «Меркуром» (завидную результативность проявил Сандерс), в третьем матче с «Нарвой» в составе появился Морвиль и сразу зарекомендовал себя прекрасным организатором и завершителем атак — победа 4:2. «Унитас» же в первом туре неожиданно уступил предполагаемому аутсайдеру («Коломягам»), затем последовало поражение от «Меркура», и перед очной встречей со «Спортом» в конце первого круга «Унитас» имел серьёзное очковое отставание. Упорная встреча на поле «Унитаса» не выявила победителя — 3:3, причём «Унитас» спасся на последних минутах благодаря сомнительному пенальти. В начале второго круга, после второй в турнире победы над «Меркуром», «Спорт», казалось, обеспечил себе чемпионство.
Однако неуступчивая на своём поле «Нарва» сумела обыграть «Спорт» (4:3) — источники отмечают откровенно предвзятое судейство известного нарвского спортсмена И.Березина (судившего матч вместо неявившегося арбитра, назначенного ПФЛ)  — он, в частности, не засчитал правильно забитый гол «Спорта» и, наоборот, засчитал ставший решающим гол нарвцев за 4 минуты до конца матча, не заметив, в отличие от всех присутствующих на стадионе, как футболист «Нарвы» подыграл себе рукой.
Ввиду скоротечности турнира даже одно поражение «Спорта» давало шансы соперникам — теперь «Унитас», в случае победы во всех оставшихся матчах, в том числе и в последнем туре над «Спортом», получал право на переигровку. Две встречи удельнинцы сумели выиграть: сначала со счётом 6:1 был взят реванш у «Коломяг», затем со счётом 5:3 было нанесено единственное поражение «Нарве» на её поле (в этих двух встречах семь мячей забил Монро). Но затем (уже без Монро) последовало второе в турнире поражение от «Меркура» 1:2 (в этом матче игроки «Унитаса» не сумели забить в ворота вратаря сборной Санкт-Петербурга Сергея Шаверина три одиннадцатиметровых), превратившее последний матч в формальность — «Спорт» во главе с прекрасно играющим Морвилем на своём поле на Крестовском острове буквально деклассировал соперников (8:3) и оставил, ввиду плотности результатов, за чертой призёров — позади «Меркура» (имеющего чуть лучшую разность мячей) и «Нарвы».

### Турнирная таблица
| № | Команды    | 1       | 2       | 3       | 4       | 5       | В | Н | П | М       | О  |
| - | ---------- | ------- | ------- | ------- | ------- | ------- | - | - | - | ------- | -- |
|   | «Спорт»    |         | 3:2 8:1 | 4:2 3:4 | 8:3 3:3 | 2:0 6:3 | 6 | 1 | 1 | 37 — 18 | 13 |
|   | «Меркур»   | 1:8 2:3 |         | 2:0 2:3 | 2:1     | 4:2 3:7 | 4 | 0 | 4 | 18 — 25 | 8  |
|   | «Нарва»    | 4:3 2:4 | 3:2 0:2 |         | 3:5 0:6 | 3:2 1:0 | 4 | 0 | 4 | 16 — 24 | 8  |
| 4 | «Унитас»   | 3:3 3:8 | 1:2     | 6:0 5:3 |         | 6:1 2:4 | 3 | 1 | 4 | 27 — 23 | 7  |
| 5 | «Коломяги» | 3:6 0:2 | 7:3 2:4 | 0:1 2:3 | 4:2 0:6 |         | 2 | 0 | 6 | 19 — 27 | 4  |

### Матчи
| 11 авг | «Спорт»               | 6:3     | «Коломяги» | Поле «Коломяг» |
| | - Сандерс - Г.Никитин | (отчёт) |            |                |
| «Спорт»: Красовский - В.А.Марков, Громов - Уверский, Бодров, Поплескин - И.Егоров, Томсон, Сандерс, Г.Никитин, Суворов «Коломяги»: Шюман - Девяткин, Л.Чернышев - П.ФилипповIII, С.Попов, А.СавельевII - Серов, В.Крутов, Манжо, С.СавельевI, К.Прокофьев |                       |         |            |                |

| 15 авг | «Коломяги»                    | 4:2     | «Унитас»         | Поле «Коломяг» |
| | - А.СавельевII 2′ - 9′ (пен.) | (отчёт) | - (2:1)′ Зиккель |                |
| «Коломяги»: А.Сысоев - Девяткин, Л.Чернышев - П.ФилипповIII, С.Попов, Г.ФилипповIV - Серов, В.Крутов, А.ФилипповI, С.СавельевI, А.СавельевII «Унитас»: Борейша - П.Соколов, М.Яковлев - Б.ИконниковI, Хромов, Е.ИконниковII - Эндрю, Н.Детлов, В.Бутусов, Зиккель, В.В.Марков |                               |         |                  |                |

| 15 авг | «Спорт»               | 8:1     | «Меркур» | Поле «Меркура» |
| | - Сандерс - Г.Никитин | (отчёт) |          |                |
| «Спорт»: Красовский - Мосс, Громов - Уверский, Бодров, Поплескин - И.Егоров, Суворов, Сандерс, Г.Никитин, В.А.Марков «Меркур»: Коробицын - Кривдин, Н.Иванов - Клемин, Северов, Власенко - Статковский, Ал.Капелькин, Самойлов, Д.Киселёв, М.Соловьёв |                       |         |          |                |

| 18 авг | «Меркур» | 4:2     | «Коломяги» | Поле «Меркура» |
| |          | (отчёт) |            |                |
| «Меркур»: Коробицын - Л.Ганзен, Власенко - Клемин, Северов, Анчуков - Статковский, Ал.Капелькин, Самойлов, Д.Киселёв, М.Соловьёв «Коломяги»: А.Сысоев - Девяткин, Л.Чернышев - П.ФилипповIII, С.Попов, Г.ФилипповIV - Серов, В.Крутов, А.ФилипповI, С.СавельевI, А.СавельевII |          |         |            |                |

| 18 авг | «Унитас»       | 6:0     | «Нарва» | Поле «Унитаса» |
| | - Монро - Нокс | (отчёт) |         |                |
| «Унитас»: Борейша - П.Соколов, М.Яковлев - Б.ИконниковI, Хромов, Москалёв - Эндрю, Н.Детлов, В.Бутусов, Монро, Нокс «Нарва»: Миронов - Н.Нестеров, Абрамов - Г.МедведевII, Каракосов, Петухов - Таниберг, Варзар, Болдаков, В.МедведевI, Шмидт |                |         |         |                |

| 25 авг | «Меркур»                  | 2:1     | «Унитас» | Поле «Унитаса» |
| | - Д.Киселёв (2:1)′ (пен.) | (отчёт) |          | Судья: А.Шульц |
| «Меркур»: Шаверин - Л.Ганзен, Власенко - Мейер, Северов, Клемин - Статковский, Ал.Капелькин, Самойлов, Д.Киселёв, М.Соловьёв «Унитас»: Борейша - П.Соколов, М.Яковлев - Б.ИконниковI, Хромов, Е.ИконниковII - Каяйкин, Н.Детлов, В.Бутусов, Монро, Нокс |                           |         |          |                |

| 25 авг | «Спорт»      | 4:2     | «Нарва» | Поле «Спорта»    |
| | - Морвиль 2′ | (отчёт) |         | Судья: Б.Метцгер |
| «Спорт»: Красовский - Мосс, Громов - Уверский, Бодров, Поплескин - И.Егоров, Томсон, Морвиль, Г.Никитин, В.А.Марков «Нарва»: Миронов - Н.Нестеров, Абрамов - Каракосов, Битти, Варзар - Петухов, В.Нестеров, Болдаков, В.МедведевII, Г.МедведевI, Шмидт |              |         |         |                  |

| 8 сен | «Унитас»                                 | 3:3     | «Спорт»                                            | Поле «Унитаса»                 |
| | - В.Бутусов 3′ 88′ (пен.) - Монро (2:1)′ | (отчёт) | - ~40′ Сандерс - (2:2)′ Г.Никитин - (2:3)′ Морвиль | Зрителей: ~5000 Судья: А.Шульц |
| «Унитас»: Е.Детлов - М.Яковлев, Б.Гаврилов - Хромов, Варгин, Б.ИконниковI - Н.Детлов, Монро, В.Бутусов, В.ИвановII, А.ИвановI «Спорт»: Красовский - Мосс, Громов - Уверский, Бодров, Поплескин - И.Егоров, Сандерс, Морвиль, Г.Никитин, В.А.Марков |                                          |         |                                                    |                                |

| 8 сен | «Нарва» | 3:2     | «Меркур» | Поле «Нарвы»      |
| |         | (отчёт) |          | Судья: Г.Дюперрон |
| «Нарва»: Гусаков - Н.Нестеров, Абрамов - Каракосов, Г.МедведевI, Шмидт - Даунгам, В.МедведевII, Петухов, Варзар, Миллер «Меркур»: Шаверин - Кривдин, Власенко - Межевов, Северов, Клемин - Статковский, Ал.Капелькин, Самойлов, Д.Киселёв, Мейер |         |         |          |                   |

| 15 сен | «Нарва» | 1:0     | «Коломяги» | Поле «Коломяг»     |
| |         | (отчёт) |            | Судья: Б.Евангулов |
| «Нарва»: Гусаков - Н.Нестеров, Абрамов - Каракосов, Г.МедведевI, Шмидт - Даунгам, В.МедведевII, Петухов, Варзар, Миллер «Коломяги»: А.Сысоев - Девяткин, Л.Чернышев - П.ФилипповIII, С.ФилипповII, Г.ФилипповIV - Серов, В.Крутов, А.ФилипповI, С.СавельевI, А.СавельевII |         |         |            |                    |

| 15 сен | «Спорт»                                           | 3:2     | «Меркур»                              | Поле «Спорта»     |
| | - Сандерс (1:0)′ - Томсон (2:1)′ - Морвиль (3:1)′ | (отчёт) | - (1:1)′ Северов - (3:2)′ Статковский | Судья: С.Бороздов |
| «Спорт»: Красовский - Мосс, Громов - Уверский, Бодров, Поплескин - И.Егоров, Томсон, Сандерс, Морвиль, В.А.Марков «Меркур»: Коробицын - Л.Ганзен, Власенко - Мейер, Северов, Клемин - Статковский, Ал.Капелькин, Самойлов, Д.Киселёв, М.Соловьёв |                                                   |         |                                       |                   |

| 22 сен | «Нарва»        | 4:3     | «Спорт»                                                                | Поле «Нарвы»     |
| | - В.МедведевII | (отчёт) | - 1Т' (пен.) Морвиль - (2:1)′ (авт.) - (2:2)′ Суворов - (2:3)′ Сандерс | Судья: И.Березин |
| «Нарва»: Гусаков - Н.Нестеров, Абрамов - Г.МедведевI, Каракосов, Трещев - Даунгам, В.МедведевII, Варзар, Петухов, Миллер «Спорт»: Красовский - Мосс, Громов - Калинин, Бодров, В.А.Марков - И.Егоров, Томсон, Сандерс, Морвиль, Суворов |                |         |                                                                        |                  |

| 22 сен | «Унитас»                                                                       | 6:1     | «Коломяги» | Поле «Унитаса»     |
| | - В.Бутусов (1)′ (пен.) (6) (пен.) - Монро (2)′ (3)′ (4)′ - Н.Детлов (5)′ (6)′ | (отчёт) |            | Судья: И.Гакштедер |
| «Унитас»: Е.Детлов - М.Яковлев, Б.Гаврилов - Б.ИконниковI, Хромов, Варгин - В.Бутусов, Н.Детлов, Монро, В.ИвановII, А.ИвановI «Коломяги»: А.Сысоев - Девяткин, Л.Чернышев - П.ФилипповIII, С.ФилипповII, Г.ФилипповIV - Серов, Хамялайнен, В.Крутов, С.СавельевI, А.СавельевII |                                                                                |         |            |                    |

| 29 сен | «Коломяги» | 7:3     | «Меркур» | Поле «Коломяг»   |
| |            | (отчёт) |          | Судья: В.Синдеев |
| «Коломяги»: А.Сысоев - Девяткин, Л.Чернышев - П.ФилипповIII, С.ФилипповII, Г.ФилипповIV - Серов, Хамялайнен, В.Крутов, С.СавельевI, А.СавельевII «Меркур»: Коробицын - Л.Ганзен, Власенко - Мейер, Северов, Клемин - Статковский, Ал.Капелькин, Самойлов, Д.Киселёв, М.Соловьёв |            |         |          |                  |

| 29 сен | «Унитас»                                                      | 5:3     | «Нарва»                     | Поле «Нарвы»                       |
| | - Монро (1:1)′ (2:1)′ (4:2)′ (5:3)′ - В.Бутусов (3:1)′ (пен.) | (отчёт) | - 1′ Петухов - В.МедведевII | Зрителей: 2500 Судья: В.Будзинский |
| «Унитас»: Е.Детлов - М.Яковлев, Стэнфорд - Б.ИконниковI, Хромов, Варгин - Н.Детлов, В.Бутусов, Монро, Бианки, А.ИвановI «Нарва»: Гусаков - Н.Нестеров, Абрамов - Г.МедведевI, Каракосов, Н.Кузнецов - Даунгам, В.МедведевII, Варзар, Петухов, Миллер |                                                               |         |                             |                                    |

| 1 окт | «Спорт»               | 2:0     | «Коломяги» | Поле «Спорта»  |
| | - В.А.Марков - Томсон | (отчёт) |            | Судья: А.Шульц |
| «Спорт»: Красовский - Мосс, Громов - Менде, Бодров, Виберг - И.Егоров, Томсон, Сандерс, Морвиль, В.А.Марков «Коломяги»: А.Сысоев - Девяткин, Л.Чернышев - П.ФилипповIII, С.ФилипповII, Г.ФилипповIV - Серов, Хамялайнен, В.Крутов, С.СавельевI, А.СавельевII |                       |         |            |                |

| 1 окт | «Меркур»          | 2:1     | «Унитас»                   | Поле «Меркура» |
| | - Самойлов (1:1)′ | (отчёт) | - (0:1)′ Н.Детлов - (пен.) |                |
| «Меркур»: Шаверин - Л.Ганзен, Власенко - Мейер, Северов, Клемин - Статковский, Ал.Капелькин, Самойлов, Д.Киселёв, М.Соловьёв «Унитас»: Е.Детлов - М.Яковлев, Б.Гаврилов - Стэнфорд, Хромов, Б.ИконниковI - Н.Андреев, Н.Детлов, В.Бутусов, Бианки, В.ИвановII |                   |         |                            |                |

| 13 окт | «Спорт» | 8:3     | «Унитас»                           | Поле «Спорта»                    |
| | - Г.Никитин (1:1)′ - Виберг (2:2)′ - Морвиль (3:2)′ (6:3)′ - И.Егоров (4:2)′ (5:2)′ - Сандерс (7:3)′ (8:3)′ | (отчёт) | - 2′ (1:2)′ Бианки - (5:3)′ (пен.) | Зрителей: ~3000 Судья: В.Синдеев |
| «Спорт»: Красовский - Мосс, Громов - Уверский, Виберг, Бодров - И.Егоров, Сандерс, Морвиль, Г.Никитин, В.А.Марков «Унитас»: Е.Детлов - М.Яковлев, Б.Гаврилов - Хромов, Стэнфорд, Б.ИконниковI - В.Бутусов, Н.Детлов, Монро, Бианки, В.ИвановII | |         |                                    |                                  |

| 13 окт | «Меркур» | 2:0     | «Нарва»  | Поле «Меркура» |
| |          | (отчёт) | - (пен.) | Судья: Н.Биази |
| «Меркур»: Шаверин - Л.Ганзен, Власенко - Мейер, Северов, Клемин - Бабушкин, Статковский, Самойлов, Д.Киселёв, М.Соловьёв «Нарва»: Гусаков - Н.Нестеров, Трещев - Абрамов, Каракосов, Битти - Даунгам, В.МедведевII, Петухов, Варзар, Миллер |          |         |          |                |

| 20 окт | «Нарва» | 3:2     | «Коломяги» | Поле «Нарвы»      |
| |         | (отчёт) |            | Судья: С.Бороздов |
| «Нарва»: Гусаков - Н.Нестеров, Абрамов - Трещев, Каракосов, И.Соколов - Захаров, В.МедведевII, Варзар, Даунгам, Миллер «Коломяги»: А.Сысоев - Халтунен, Л.Чернышев - Девяткин, С.Попов, А.СавельевII - Серов, Хамялайнен, В.Крутов, С.СавельевI, Г.Евангулов |         |         |            |                   |

## Минорные турниры

### Класс «Б»
Победитель — «Триумф»
2.«Петровский» 3.«Кречет» 4.«Павловск» 5.«Нева» 6.«Русско-Азиатский банк» 7.«Националы»

### Класс «В»
Победитель — «Унион»
2.«Царское Село» 3.«Комета» 4.«Россия»

### Младшие команды
- Победитель соревнований II команд класса «А» — «Меркур»—II
- II«Б» — «Петровский»—II
- II«В» — «Царское Село»—II
- III«А» — «Спорт»—III
- III«Б» — «Петровский»—III
- IV«А» — «Спорт»—IV
- IV«Б» — «Петровский»—IV[18]

## Комментарии
1. ↑  Причиной отказа, вероятно, послужило вынесенное на заседании 12 июня решение Комитета ПФЛ по вопросу о случившейся в четвертьфинале весеннего кубка драке между игроками «Коломяг» и «Невского» с последующим уходом британцев с поля. Комитет лиги признал виновными в случившемся футболистов «Невского» и на троих из них наложил дисквалификации, причём, как отмечает газета «Вечернее время», это было сделано в ультимативной форме и выглядело как «судейский трибунал»[3]. В дальнейшем в публикуемых в источниках отчётах о заседаниях Комитета до старта осеннего турнира информация об отказе британцев не афишировалась вплоть до публикации 2 августа календаря осеннего чемпионата с пятью командами в кубке Аспдена[4][5].
2. ↑  Из-за служебных дел Монро не смог поехать и на финал Чемпионата Российской империи в Одессу, что явилось одной из важных причин поражения сборной Санкт-Петербурга в том матче.
3. ↑  Поле «Нарвы» ввиду малости размеров было весьма непривычным для гостей; «Нарва» часто на нем обыгрывала самых сильных соперников и выиграла и в этом сезоне три из четырёх встреч.
4. ↑  При исполнении пенальти В.Бутусов оступился и удар вышел неудачным — мяч медленно покатился в сторону; однако быстро набежавший Н.Детлов подобрал мяч и закатил его в ворота мимо среагировавшего на замах В.Бутусова и упавшего в угол вратаря. Многим показалось со стороны, что нападающие осознанно так «разыграли» пенальти.

### Периодика
- «Вечернее время» Санкт-Петербург 1913. Электронная библиотека ГПИБ — elib.shpl.ru.
- «Новое время» Санкт-Петербург 1913. Gallica — gallica.bnf.fr.
- «Футболистъ» Санкт-Петербург 1913. НЭБ — rusneb.ru.
- «Биржевыя вҍдомости» Санкт-Петербург 1913. РНБ — primo.nlr.ru.
- «Къ Спорту» Москва 1913. НЭБ — rusneb.ru.
- «Русскiй спортъ» Москва 1913. НЭБ — rusneb.ru.